# ユニバーサル・スタジオ・北京
ユニバーサル・スタジオ・北京（中: 北京环球影城、英: Universal Studios Beijing）は、ユニバーサル・北京・リゾート内に2021年9月20日 に中国北京市の通州区に開園したテーマパーク。世界7か所目で最大のユニバーサル・スタジオ・テーマパークス。アジアのユニバーサル・テーマパークでは初の大型リゾートタイプとなり、パーク一体型ホテルが建設される。
ユニバーサル・オーランド・リゾートと同様の大型ウォーターパーク「ボルケーノ・ベイ」も建設予定。将来予定されている第2テーマパーク建設用の広大な敷地も隣に用意されている。
パーツやユニバーサルホテル、商業施設などを含めるリゾート全体の名称は「ユニバーサル・北京・リゾート」。ユニバーサル・パーク史上最大級のユニバーサル・オーランド・リゾートよりも広い面積となった。
ユニバーサル・スタジオは「ハリウッド映画」を題材としているが、アメリカ文化の他に中国の文化をテーマにしたアトラクションも導入予定だと発表された。

## 初期案
当初は韓国でユニバーサル・スタジオ・コリア（仮称）の建設を進める計画があったが、計画は白紙、北京での展開を進めた。

## 沿革
- 2009年
  - 2月12日 - ユニバーサル・スタジオが北京市にテーマパークを建設する計画について関係当局の承認を待っている段階であることを明らかにした[5]。
- 2019年
  - 6月12日 - 正式に開園することを発表した。
  - 9月17日 - ユニバーサル・スタジオ・北京は2021年にオープンすることを発表した[6]。
  - 10月12日 - ユニバーサル・スタジオ・北京のテーマエリアが発表された[7]。
  - 10月17日 - ユニバーサル・スタジオ・北京はアリババのアプリを利用すると発表した[8]。
  - 10月29日 - 入場方法についてコムキャストCEOのブライアン・L・ロバーツはパーク内で顔認証システムを導入することを発表した[9]。

## パークレイアウト/アトラクション
以下の7つのエリアで構成されている。ユニバーサル・北京・リゾートのトム・メルマンCEOは、「ユニバーサルには、自社が知的財産権を所有し、エリアテーマとして選択可能な作品シリーズが数多くあるが、最終的に中国で人気が高く、興行成績も非常に高かったものを選択することにした」と説明。また、北京の気候条件を十分に考慮して、室内及び屋根などの遮蔽物が設けられているアトラクションは総面積の65％に達し、来園者は暑い夏も寒さの厳しい冬でも変わらずアトラクションを楽しむことができるという。

### ハリウッド・ブールバード
他のユニバーサル・パークのハリウッド・エリアと同等のエリア。チャン・イーモウやスティーヴン・スピルバーグなどの監督が出演するスタントタイプのショーがある。

### ジュラシック・ワールド イスラ・ヌブラル
他のユニバーサル・パークのジュラシック・パークと異なり、映画『ジュラシック・ワールド』シリーズをテーマとした北京オリジナルのエリアであり北京オリジナルとして制作されたダークライドの「ジュラシック・ワールド・アドベンチャー（Jurassic World Adventure）」や大型ローラーコースタータイプのアトラクション、「ジュラシック・フライヤーズ（Jurassic Flyers）」が揃う。

### ウォーターワールド
今までのウォーターワールドエリアとほぼ同じではあるが、レストランなどが併設されている。

### ウィザーディング・ワールド・オブ・ハリー・ポッター
ユニバーサル・スタジオ・ジャパンやユニバーサル・スタジオ・ハリウッド、アイランズ・オブ・アドベンチャーなどに位置する「ウィザーディング・ワールド・オブ・ハリー・ポッター」とほぼ同じくホグワーツ城やホグズミード村などがある。

### トランスフォーマー:メトロベース
映画『トランスフォーマー』シリーズをテーマとしたエリア。「トランスフォーマー：バトル・フォー・オールスパーク（Transformers: Battle for the AllSpark）」に加え北京オリジナルで第3作目に登場した、ディセプティコンの軍事作戦司令官で、第3作目の表向きのメインヴィランでディセプティコンの新戦力であるショックウェーブが自在に制御し、操る巨大なワーム型機械生命体であるマシーンのドリラーの大型ローラーコースタータイプのライド・アトラクション、「ディセプティコースター（The Decepticoaster）」やオートボットの斥候で、トランスフォーマー側のもう一人の主人公であるバンブルビーをモデルにした「バンブルビー・ブギー（Bumblebee Boogie）」もある。

### ミニオン・ランド
映画『怪盗グルー』シリーズをテーマとしたエリア。「ミニオン・ハチャメチャ・ライド（Despicable Me: Minion Mayhem）」や「Sing On Tour」などのアトラクションがある 世界最大の大型ミニオンエリアとなる。

### カンフー・パンダ・ランド・オブ・オーサムネス
中国で高い人気を誇るドリームワークス映画『カンフー・パンダ』シリーズをテーマにした北京オリジナルの大型屋内エリア。「カンフー・パンダ：龍の戦士の旅（Kung Fu Panda: Journey of Dragon Warrior）」というボートライドがメインアトラクションとなる。